# Christophe Pradon
Christophe Pradon, né le 31 mai 1847 à Lempdes (Haute-Loire) et mort le 1er juillet 1917 à Madagascar, est un homme politique français.

## Biographie
Avocat, il est rédacteur en chef du Courrier de l'Ain. En 1877, il devient sous-préfet de Gex, puis de Saint-Claude en 1879 et sous-chef du personnel au ministère de l'Intérieur en 1881. Il est député de l'Ain de 1881 à 1889, siégeant au groupe de la Gauche radicale.
Il est l'auteur d'une première proposition de loi visant à imposer une taxe de séjour aux étrangers en 1883.

## Sources
1. ↑  Gérard Noiriel, Gérard Noiriel, Immigration, antisémitisme et racisme en France, Paris, Fayard, 2007, 716 p., p. 164-165

- « Christophe Pradon », dans Adolphe Robert et Gaston Cougny, Dictionnaire des parlementaires français, Edgar Bourloton, 1889-1891 [détail de l’édition]
- Gérard Noiriel, Immigration, antisémitisme et racisme en France, Fayard, 2007